# Ère Jōji
Jōji (貞治) est l'une des ères du Japon (年号 nengō, lit. « nom de l'année ») de la Cour du Nord durant l'époque Nanboku-cho après l'ère Kōan et avant l'ère Ōan. Cette ère couvre la période allant du mois de septembre 1362 au mois de février 1368. L'empereur siégeant à Kyoto est Go-Kōgon (後光厳天皇, Go-Kōgon-tennō). Le rival de Go-Kōgon à la Cour du Sud durant cette même période est l'empereur Go-Murakami (後村上天皇, Go-Murakami-tennō).

## Contexte de l'ère Nanboku-chō

Les sièges impériaux durant l'époque Nanboku-chō sont relativement proches l'un de l'autre mais géographiquement distincts. Ils sont conventionnellement identifiés ainsi :
Capitale du nord : Kyoto
Capitale du sud : Yoshino.

Au cours de l'ère Meiji, un décret impérial daté du 3 mars 1911 établit que les monarques régnants légitimes de cette époque sont les descendants directs de l'empereur Go-Daigo par l'empereur Go-Murakami dont la Cour du Sud a été établie en exil à Yoshino, près de Nara.
Jusqu'à la fin de l'époque d'Edo, les empereurs usurpateurs (en supériorité militaire) et  soutenus par le shogunat Ashikaga sont erronément inclus dans les chronologies impériales  en dépit du fait incontestable que les insignes impériaux ne sont pas en leur possession.
Cette Cour du Nord illégitime est établie à Kyoto par Ashikaga Takauji.

## Changement d'ère
- 1362, aussi appelée Jōji gannen (貞治元年?) : Le nom de la nouvelle ère est créé pour marquer un événement ou une succession d'événements. La précédente ère se termine quand commence la nouvelle, en Kōan 2.

Durant la même période, l'ère Shōhei (1346–1370) est le nengō équivalent pour la Cour du Sud.

## Événements de l'ère Jōji
- 1362 (Jōji 1) : Ashikaga Yoshiakira contrôle Kyoto quand commence la nouvelle ère[4].
- 1365 (Jōji 4) : Le fils de l'empereur Go-Daigo, le prince Kaneyoshi (aussi connu sous le nom de Kanenaga) prend le contrôle de Kyūshū[4].
- 1367 (Jōji 6) : Mort du kantō kubō Ashikaga Motouji[4]. Yoshiakira tombe malade et laisse sa position à son fils[5].
- 1368 (Jōji 7): Ashikaga Yoshimitsu, fils de Yoshiakira, devient le troisième shogun de ce qui deviendra l'époque de Muromachi[6].